# Истомин, Юджин
Юджин (Евгений) Георгиевич Истомин (26 ноября 1925, Нью-Йорк — 10 октября 2003, Вашингтон) — американский пианист.

## Биография
Родился Юджин 26 ноября 1925 года в Нью-Йорке в семье музыкантов Георгия Истомина и Аси Хавин — выходцев из России.
Образование получил в 1937 — 1943 годах Филадельфии в интернате Кёртис. Его педагогами были Рудольф Сёркин и Мечислав Хоршовский.
В 1943 году дебютировал в составе Филадельфийского оркестра, выступая на концерте с оркестром f-moll Ф. Шопена.
В 1950 году начал сотрудничать с виолончелистом Пабло Казальсом, выступал вместе с ним в Праде, Франция.
С 1956 года начал гастролировать за пределами США, а в 1965 году побывал и в СССР. Играл в трио вместе с скрипачом Айзеком Стерном и виолончелист Леонардом Роузом.
Основу репертуара Истомина составляют музыка Людвига ван Бетховена и композиторов-романтиков XIX века.
Скончался в возрасте 77 лет, 10 октября 2003 года в своей квартире Вашингтоне.

### Семья
В 1973, полтора года спустя после смерти друга Казальса Истомин женился на его вдове Марте.

## Награды и премии
- Премия Э. Левентритта (1943)
- Орден Почётного легиона (2001)